# گرنت اکتز
گرَنت اَکِتز (انگلیسی: Grant Achatz؛ ‏‎/ˈækɪts/‎‏ AK-its؛ ‏ زادهٔ ۲۵ آوریل ۱۹۷۴) سرآشپز و رستوران‌دار اهل ایالات متحدهٔ آمریکا است که بیشتر بابت مشارکت‌هایش در زمینهٔ آشپزی مولکولی یا آشپزی پیشرو شناخته می‌شود. رستوران او آلینیا در شیکاگو افتخارات بسیاری کسب کرده و در سال ۲۰۱۱ سه‌ستاره میشلن دریافت کرد و خودش نیز برندهٔ جوایز متعددی از موسسات و نشریات برجستهٔ آشپزی شده‌است.
او از کودکی در رستوران والدینش در سنت. کلایر، میشیگان کار می کرد و پس از تحصیل در مؤسسه آشپزی آمریکا موفق شد کاری در رستوران چارلی تراتر در شیکاگو پیدا کند. پس مدتی او توانست کار دیگری در رستوران مشهور فرنچ لاندری در یونتویل به‌دست بیاورد و در آنجا به رتبهٔ سو-شف (سرآشپز دوم) رسید.